# Donja Kovačica
Donja Kovačica je naselje u Republici Hrvatskoj, u sastavu općine Veliki Grđevac, Bjelovarsko-bilogorska županija.

## Stanovništvo
Prema popisu stanovništva iz 2001. godine, naselje je imalo 342 stanovnika te 99 obiteljskih kućanstava.
| broj stanovnika | 403   | 418   | 405   | 748   | 817   | 779   | 780   | 739   | 613   | 609   | 576   | 504   | 433   | 369   | 342   | 278   | 232   |
|                 | 1857. | 1869. | 1880. | 1890. | 1900. | 1910. | 1921. | 1931. | 1948. | 1953. | 1961. | 1971. | 1981. | 1991. | 2001. | 2011. | 2021. |

## Zanimljivosti
- Grigor Vitez napisao je pjesmu "Kako živi Antuntun" prema stvarnoj osobi Antunu Tunu, koji je živio u Donjoj Kovačici. On je izvrijeđao Grigora Viteza kada je on sakupljao "obaveze" (žito iz seljačkih zaliha) u ime Komunističke partije nakon Drugog svjetskog rata, a Grigor Vitez mu je zauzvrat napisao i posvetio pjesmu.[6]